# Tara Dawn Holland
Tara Dawn Holland (Overland Park, 2 ottobre 1972) è una modella e attrice statunitense, eletta Miss America nel 1997. La sua incoronazione viene mostrata all'inizio del film Little Miss Sunshine del 2006..
Il suo impegno sociale è stato quello di portare all'attenzione pubblica il problema della mancanza di alfabetizzazione delle persone di tutte le età e di tutti i ceti sociali e raccogliere fondi per questa causa, continuando nella lotta anche dopo l'anno di regno.
Tara Dawn Holland ha inoltre avuto modo di esibirsi come cantante in numerose occasioni, in particolar modo di fronte alle truppe all'estero e per alcuni eventi inaugurali di fronte al Presidente George W. Bush. È inoltre comparsa in un ruolo cameo nella serie televisiva La tata.
Tara Dawn Holland ha sposato l'ex deputato della Camera dei Rappresentanti Jon Lynn Christensen, con cui ha avuto due figlie.